# Would I Lie to You
Would I Lie to You è una canzone del gruppo musicale britannico Whitesnake, estratta come singolo dall'album  Come an' Get It nel 1981.

## Tracce
1. Would I Lie to You – 4:30 (David Coverdale, Micky Moody, Bernie Marsden)
2. Girl – 3:54 (Coverdale, Marsden, Neil Murray)

## Formazione
- David Coverdale – voce
- Micky Moody – chitarre
- Bernie Marsden – chitarre
- Neil Murray – basso
- Jon Lord – tastiere
- Ian Paice – batteria